# Haliacmon
Haliacmon (græsk: Αλιάκμονας, Aliákmonas; tidligere: Ἁλιάκμων, Aliákmon eller Haliákmōn) er den længste flod, der udelukkende løber i Grækenland, med en samlet længde på 297 km. I Grækenland er der tre floder der er længere end Haliakmon, Maritsa (græsk: Έβρος), Struma (Strymónas), begge kommer fra Bulgarien, og Vardar (græsk: Αξιός), men længden af den del af dem der løber på græsk territorium er mindre end Haliakmons, der løber fuldstændigt i Grækenland. Haliacmon er det traditionelle engelske navn for floden, men mange kilder nævner den tidligere officielle Katharevousa- version af navnet Aliákmon. I dag er den eneste officielle variant den nygræske Aliákmonas. Den løber gennem de græske regioner i Vestmakedonien (de regionale enheder Kastoria, Grevena og Kozani) og Central Makedonien (de regionale enheder Imathia og Pieria).

## Forløb og bifloder
Inden opførelsen af dæmningen nær landsbyen Aghia Varvara i midten af 1950'erne havde Haliakmon ikke et permanent flodleje i lavlandet. Den skabte ofte oversvømmelse og dannede omfattende sumpe. Dens ødelæggelser i december 1935 huskes stadig af de ældste indbyggere i området (Veria og Alexandreia).
Haliacmon har sit udspring i Gramos-bjergene i det nordlige Grækenland nær grænsen til Albanien. I sin øvre løb strømmer den generelt mod øst og drejer mod sydøst nær Kastoria. Den beskriver en bred kurve omkring Vourinosbjergene og drejer mod nordøst nær landsbyen Paliouria. Den danner den store kunstige sø Polyfytos, der blev dannet af vandkraft-dæmning og går næsten hele forløbet gennem Kozani præfekturet. Over søen løber Polyfytosbroen, en del af Hovedvej 3 Athen-Kozani . Sydøst for Veria går Haliacmon ind på de centrale makedonske sletter, et område af stor betydning for landbruget. Den løber ud i Thermaikos-bugten vest for deltaet i Axios (Vardar), nordøst for kystbyen Methoni.
Blandt bifloderne til Haliakmons er Gramos, Ladopotamos, Pramoritsa, Grevenitikos, Venetikos og Tripotamos.
Haliacmon passerer byerne Nestorio, Argos Orestiko, Neapoli, Paliouria, Velventos og Alexandria.

## Vådområde
I Haliakmon lever 33 forskellige slags fisk. Disse omfatter ørred, guldbrasen, sardin, karpe, gedder, ål, ansjos, storplettet rødhaj, okseøjefisk, hornfisk, almindelig blankesten, saddel blankesten, havtaske, brasen, stor stribefisk, hvid steenbras, rødmulle, tun, laks, europæisk muræne, fjæsing, langfinnet knurhane, pighaj, mørk havaborre, gråhaj og pighvar . Omkring 30 af dem er indfødte, mens resten er kommet ved menneskelig indblanding. Mange af dem betragtes som knappe, og den ene, mavrotsironi er endemisk og bor ingen andre steder i verden. Μost af disse former for fisk har nogen kommerciel værdi, men kun biologisk, da de støtter fødekæden. Fisk, der findes i Haliakmon, som karpe og regnbueørred, indikerer, at dens vand stadig er rent.
For amatørfiskere er floden blevet beriget med indført regnbueørred, der ikke er let at reproducere, så der er ingen fare for forstyrrelse af flodens økosystem.
På det sted, hvor floden løber ud i havet, er der i årenes løb blevet dannet et udvidet delta på 4.000 hektar på grund af den store dæmning. Som et resultat er siltning blevet kraftigt reduceret, og i løbet af sommeren, når der ikke er meget vand, kommer havet ind og oversvømmer det meste af flodlejet. Stribet multe og havbars findes i Haliakmons delta. I de lavvandede havområder, der dannes der, finder mange fisk i Det Ægæiske Hav et sted at yngle, og ca. 90% af Grækenlands muslinger produceres i Haliakmon-Axios (Vardar) delta. Aliki Kitrous er et område på 254 hektar, hvor der produceres 15-20.000 tons salt om året.
Der er observeret mange slags fugle i Haliakmon-regionen. De bruger det til rast og overvintring, ligesom ænderne, eller til at hvile på deres lange træk. Der er observeret 215 slags fugle, og ca. en tredjedel af dem yngler i regionen. Over 10% af fuglene er truet. De inkluderer krøltoppet pelikan og arter i spoveslægten, der anses for at være blandt de sjældneste fugle i verden. 27 slags sjældne og beskyttede fuglearter yngler i regionen, f.eks. purpurhejre.